# Pierre de Thury
Pierre de Thury (zm. 9 grudnia 1410) – francuski kardynał okresu wielkiej schizmy zachodniej.

## Życiorys
Był jednym z sekretarzy króla Francji Karola VI. W 1377 bezskutecznie wysuwano jego kandydaturę na arcybiskupstwo Vienne. Po podwójnej elekcji papieskiej w 1378 opowiedział się za „awiniońskim” antypapieżem Klemensem VII i 1381 głosił popierające go kazania w Kastylii. Rok później Klemens VII mianował go biskupem Maillezais i wysłał go jako nuncjusza do Czech. W 1385 uzyskał nominację kardynalską z tytułem prezbitera S. Susannae. W następnych latach był legatem Klemensa VII we Francji i królestwie Neapolu (1389-92), gdzie został doradcą króla Ludwika Andegawena. Brał udział w konklawe 1394, które wybrało antypapieża Benedykta XIII. W 1398 uczestniczył w buncie kardynałów „awiniońskich” przeciw antypapieżowi. Konflikt zakończył się wówczas pojednaniem. W czerwcu 1405 został protoprezbiterem Kolegium Kardynałów.
Niezadowolenie z nieustępliwej postawy Benedykta XIII zaowocowało kolejnym buntem jego kardynałów w 1408. Kardynał Thury wspólnie z 9 innymi purpuratami na stałe opuścił wówczas jego obediencję i przyłączył się do organizatorów Soboru w Pizie, który odbył się w roku następnym i na konklawe 1409 wybrał „pizańskiego” antypapieża Aleksandra V. Aleksander V mianował go wówczas legatem we Francji. Po śmierci Aleksandra V powrócił do Włoch, gdzie zmarł.